# 帯広刑務所釧路刑務支所
帯広刑務所釧路刑務支所（おびひろけいむしょくしろけいむししょ）は、法務省の施設等機関で、札幌矯正管区が管理する刑事施設。かつては釧路刑務所であったが、2007年（平成19年）4月から帯広刑務所の支所となる。受刑者により、木工、印刷、金属、洋裁袋折、その他、職業訓練による高品質の中・小物製品生産が、行われている。収容分類級はA級（26歳以上の犯罪傾向の進んでいない者、初犯者とは限らない）。
釧路地方検察庁は釧路市にあるため、受刑者の送致手続きをわざわざ帯広刑務所まで移動して手続きをするため運用に支障が生じている。

## 所在地
- 北海道釧路市宮本2-2-5[2]

JR北海道 根室本線 釧路駅から、路線バス白樺線・晴海線で「裁判所坂下」下車で徒歩約3分
JR北海道 釧路駅からタクシーで約10分

## 収容定員
- 339人[3]

## 組織
支所長の下に2課1部門を持つ。
- 次長
  - 庶務課
  - 首席矯正処遇官
  - 医務課

## 沿革
- 1885年（明治18年）11月、釧路国川上郡熊牛村字標茶（現・標茶町）に釧路集治監として開設[5]。アトサヌプリ（硫黄山）で硫黄採掘作業が行われる。
- 1886年（明治19年）11月、釧路集治監に硫黄山外役所を設置[6]。
- 1887年（明治20年）01月、釧路監獄署に改称[7][8]。
- 1887年（明治20年）11月、アトサヌプリにおける外役（採掘作業）中止。硫黄山外役所を廃止。
- 1890年（明治23年）04月、釧路監獄署網走外役所（後に釧路集治監網走分監。現・網走刑務所）を設置。
- 1890年（明治23年）07月、釧路集治監に改称[7][9]。
- 1891年（明治24年）07月、北海道集治監官制制定に伴い北海道集治監釧路分監に改組[10]。同じく網走分監は北海道集治監網走分監に改組。
- 1893年（明治26年）03月、北海道集治監釧路分監帯広外役所を設置（1895年に北海道集治監十勝分監に改組。現・帯広刑務所）。
- 1898年（明治31年）10月、北海道集治監網走分監を廃止し、釧路分監網走出張所を設置[11]。
- 1901年（明治34年）10月、北海道集治監釧路分監を廃止し、北海道集治監網走分監を設置し移管[12]。
- 1916年（大正05年）04月、釧路地方裁判所設置[13]に伴い、釧路郡釧路町浦見町（現・釧路市宮本町）に十勝監獄釧路出張所を設置[14]。
- 1916年（大正05年）08月、十勝監獄根室分監[15]を廃止し、十勝監獄釧路分監を設置[16]。
- 1922年（大正11年）10月、監獄官制改正[17]に伴い、十勝刑務所釧路支所に改組[18]。
- 1924年（大正13年）03月、監獄官制改正に伴い、十勝刑務所を廃止して釧路刑務所[19]及び釧路刑務所帯広支所を設置[20]。
- 1936年（昭和11年）04月、監獄官制改正に伴い、釧路刑務所を廃止[21]して網走刑務所釧路刑務支所を設置[22][23]。
- 1950年（昭和25年）04月、網走刑務所釧路刑務支所を廃止し[24]、釧路刑務所を設置[25]。
- 1952年（昭和27年）03月4日、十勝沖地震で刑務所の外塀が倒壊。構内の建物にも被害。同年11月2日に補修が終わる[26]。
- 2007年（平成19年）04月、釧路刑務所を帯広刑務所に統合し、帯広刑務所釧路刑務支所を設置[27]。